# Flugplatz Turin-Aeritalia

i7
i11
i13
Der Flugplatz Turin-Aeritalia  (it: Aeroporto di Torino-Aeritalia “Edoardo Agnelli”, ICAO-Code: LIMA) befindet sich in den norditalienischen Region Piemont, rund sechs Kilometer nordwestlich der Stadtmitte von Turin, auf dem Gebiet der Gemeinde Collegno. Der nach Edoardo Agnelli benannte Flugplatz wird vom Aeroclub Turin und von der Allgemeinen Luftfahrt genutzt. Bis 1953 war er der Verkehrsflughafen Turins.

## Geschichte
Der Flugplatz wurde am 10. Juli 1916 als Werksflugplatz des Flugzeugherstellers Pomilio eröffnet und war damit nach dem inzwischen aufgelassenen Flugplatz Turin-Mirafiori der zweite Flugplatz von Turin. Am 22. Mai 1917 fand ein erster Luftpostflug von Turin nach Rom-Centocelle statt. Im Jahr 1918 wurde der Flugplatz von Ansaldo übernommen, 1927 dann von der Flugzeugsparte des Fiat-Konzerns. Der aufkommende kommerzielle Luftverkehr wurde in Italien damals vorwiegend mit Flugbooten abgewickelt, die in Turin einen Abschnitt des Flusses Po nutzten. Ab 1929 verwendeten konventionelle Flugzeuge der Avio Linee Italiane den Flugplatz für Linienflüge, insbesondere nach Rom. Während des Zweiten Weltkriegs waren der Flugplatz und die dortigen Produktionsanlagen von Fiat Ziel alliierter Luftangriffe. Nach dem Wiederaufbau konnte am 5. Mai 1947 der kommerzielle Luftverkehr erneut aufgenommen werden. Am 30. Juli 1953 wurde der kommerzielle Luftverkehr auf den neuen Flughafen Turin-Caselle verlegt. Vor Ort blieb der Aeroclub mit der Allgemeinen Luftfahrt sowie die Produktionsanlagen von Fiat. Im Jahr 1958 renovierte der Architekt Carlo Mollino das Abfertigungsgebäude. Die Produktionsstätten wurden 1969 vom Flugzeugbauer Aeritalia übernommen. Von letzterem Unternehmen hat der Flugplatz auch seinen Namen. Aeritialia (Alenia Aeronautica) verlegte einen großen Teil seiner Anlagen nach Turin-Caselle. Die Anlagen am Flugplatz Turin-Aeritalia wurden vom Finmeccanica-Konzern (heute Leonardo S.p.A.) zu einem modernen Forschungs- und Entwicklungszentrum umgebaut.

## Lage und Verkehrsanbindung
Der Flugplatz liegt am Fluss Dora Riparia, knapp drei Kilometer östlich und südöstlich der Autobahn A55 (Stadtumfahrung), zwischen der Via Torino Pianezza (SS24) im Norden und dem Corso Francia (SS24) im Süden am Corso Marche und an der dort zum Flugplatz abzweigenden Strada della Berlia. Rund einen Kilometer südlich des Flugplatzes befindet sich am Corso Francia die Station Marche der Turiner Metro.

## Infrastruktur
Verschiedene kleinere Flugplatzgebäude befinden sich im Nordosten und Südosten des Flugplatzes. Die rund einen Kilometer lange, asphaltierte Start- und Landebahn 10L/28R ist über eine parallel dazu verlaufende Rollbahn mit dem kleinen Vorfeld im Nordosten verbunden. Unmittelbar südlich der genannten Bahnen befindet sich eine 750 Meter lange Graspiste. Eine im Südwesten verlaufende, breitere asphaltierte Piste ist geschlossen und wurde zum Teil abgetragen.

## Zwischenfälle
- Am 4. Mai 1949 wurde eine Fiat G.212CP der Avio Linee Italiane (Luftfahrzeugkennzeichen I-ELCE) im Anflug auf den Flughafen Turin gegen den Berg der Wallfahrtskirche Superga geflogen. Alle 31 Insassen wurden getötet, darunter nahezu die komplette Mannschaft des Fußballvereins Grande Torino (siehe Flugunfall von Superga).[1]